# Pennybridge Pioneers
Pennybridge Pioneers è un album dei Millencolin uscito il 24 febbraio 2000 su Burning Heart Records/Epitaph Records.

Questo è il loro quarto disco, registrato presso i Westbeach Studios ad Hollywood in California, USA.

Diventa il loro primo disco d'oro in Australia con più di 35 000 copie vendute.

Il titolo vuol dire "Pionieri di Örebro" (Pennybridge è la traduziane letterale della loro città natale Örebro dallo svedese all'inglese: öre=penny - bro=bridge).

Viene prodotto da Brett Gurewitz dei Bad Religion e proprietario della Epitaph Records.
Questo album fu distribuito in contemporanea sotto Epitaph Records negli US.
Per "Fox” e "Penguins & Polarbears" sono stati creati dei Videoclip.

## Tracce
1. No Cigar - 2:43 *
2. Fox - 2:02
3. Material Boy - 2:23
4. Duckpond - 2:50
5. Right About Now - 1:48
6. Penguins & Polarbears - 2:53 *
7. Hellman - 2:40
8. Devil Me - 2:40
9. Stop to Think - 2:12
10. The Mayfly - 3:05
11. Highway Donkey - 2:29
12. A-ten - 3:00
13. Pepper - 1:48
14. The Ballad - 4:50

## Formazione
- Nikola Sarcevic – basso e voce
- Erik Ohlsson – chitarra
- Mathias Färm -– chitarra
- Frederik Larzon – batteria